# Albus Dumbledore
Albus Percival Wulfric Brian Dumbledore (1881 – Juni 1997) er en fiktiv person i J. K. Rowlings romanserie Harry Potter. Han er rektor på Hogwarts, hvor hovedpersonen, Harry Potter, studerer. Derudover er han en af de vigtigste protagonister i bøgerne.
Man kender ham under navnet 'Dumbledore'.
I filmene blev han spillet af Richard Harris i de to første. Men grundet hans død blev han skiftet ud med Michael Gambon, der siden har spillet ham indtil den sidste film i rækken.

## Karakter

### Fysisk udseende
Dumbledore er en gammel, vis og magtfuld troldmand. Han har langt sølvgråt skæg, langt sølvgråt hår og halvmånebriller. Hans øjne er isnende blå og hans næse er kroget. Han bærer lange gevandter, en lilla kappe og har højhælede støvler.
Han er, efter den onde troldmand Lord Voldemorts forsvinden, blevet opfordret til at overtage posten som minister for magi – den politiske leder af troldmandssamfundet – flere gange (tre gange) men foretrækker at trække i trådene fra sin post som rektor på troldmandsskolen Hogwarts. Det menes at Dumbledore er den eneste troldmand, som har magt og magisk indsigt til at kæmpe jævnbyrdigt med Lord Voldemort, og han er i hvert fald tilsyneladende den eneste person Voldemort nogensinde har frygtet. I modsætning til Lord Voldemort, der benytter mørk magi, funderet på magt, smerte og død benytter Dumbledore magi funderet på kærlighedens kraft. Dumbledore underviste endda Lord Voldemort (Romeo Detlev Gåde) da han i sin tid gik på Hogwarts, dengang Dumbledore var lærer på Hogwarts (før han blev rektor).
Dumbledore forstod hurtigt at Harry var i fare på grund af Voldemort, og derfor blev Dumbledores største opgave at beskytte Harry. Da Harrys forældre blev dræbt sørgede Dumbledore for at bringe ham i sikkerhed ved Harrys tante Petunias familie. Siden da har Dumbledore holdt sin hånd over Harry – omend på afstand de første år, indtil Harry på sin 11 års fødselsdag blev optaget på Hogwarts.
Stort set alle på Hogwarts respekterer Dumbledore, selv den uregerlige poltergeist Peeves. Undtagelsen er Harrys fjende, Draco Malfoy, søn af Voldemort-tilhængeren og Dødsgardisten Lucius Malfoy og hans kone Narcissa Malfoy, og desuden nogle andre Slytherin-elever.
Dumbledore har som rektor på Hogwarts ansvar for opbevaringen af Fordelingshatten, Gryffindorsværdet og Mindekarret, tre magiske rekvisitter, der alle normalt befinder sig på hans kontor. Her holder også Dumbledores magiske fugl Fawkes til. Fawkes er en føniks, der går op i flammer når den dør og genopstår af asken igen. Dens tårer virker helbredende på de fleste sår, og den har i flere tilfældet hjulpet Harry i nødens stund. Dumbledore er overhoved og hemmelighedsvogter for modstandsbevægelsen Fønixordenen. Kun Dumbledore kan røbe bevægelsens opholdssted for andre.

### Baggrund
Ifølge troldmandssamlerkortene, der findes i chokoladeslikket af arten platugler, er Dumbledore kendt for at have besejret mørkets troldmand Gellert Grindelwald i 1945. Gellert Grindelwald var i sin tid gode venner med Albus Dumbledore. Dumbledore har opdaget 12 forskellige anvendelser af drageblod og er kendt for sit arbejde sammen med Nicolas Flamel, som er den eneste person der bevisligt har fremstillet De Vises Sten ved hjælp af alkymi.
Albus Dumbledore holder af kammermusik og troldmandsskak
Dumbledore er stor fan af citronsorbet, det er derfor en overgang kodeord til hans kontor. Kodeordet bliver senere hen i bøgerne lavet om til andet slik og sager: Karkerlakbruno, Flyvende Festfyrværkeri, Syrepopper.

### Familie
Dumbledore har en bror, Aberforth Dumbledore, og en søster ved navn Ariana, der døde i en ung alder.
Dumbledores forældre var Kendra og Percival Dumbledore. Percival blev senere fængslet efter angrebet på tre mugglerdrenge, fordi de havde overfaldet hans datter Ariana. Grunden til at de overfaldt hende var, at de havde set hende udføre magi, og da hun ikke kunne forklare hvordan hun gjorde, overfaldt de hende. Efterfølgende flyttede Kendra fra Muldebjerg til Godric-dalen. Men her blev hun ved et uheld dræbt af hendes egen psykisk syge datter Ariana. Albus og Aberforth dækkede over deres mors mystiske død for ikke at afsløre deres søster eksistens, så de sagde at Kendra døde af en besværgelse, der gav bagslag. Dette skrev Rita Rivejern om i sin bog Albus Dumbledores liv og løgne, hvor hun satte familien Dumbledore i et dårligt lys. Efter Kendras død, døde Ariana under en duel mellem Albus og Grindelwald (den troldmand Albus senere besejrede i 1945). Det vides ikke hvis besværgelse der ramte Albus' søster. Siden har Albus og Aberforth ikke snakket meget sammen.

## Optrædener

### Harry Potter og Halvblodsprinsen
I den næstsidste bog Harry Potter og Halvblodsprinsen, viser Dumbledore Harry minder om Voldemorts fortid. Dumbledore har nemlig fundet ud af, at Voldemort har skabt syv Horcruxer (en fragment af ejerens sjæl indkapslet i en genstand), der gør at han kan ikke kan slås ihjel medmindre de ødelægges. Ydermere har Dumbledore fundet ud af, hvor en af de Horcruxer befinder sig. Derfor tager han Harry med ud til en klippehule i havet i slutningen af bogen. Her skal han drikke en smertefuld og svækkende eliksir for at få fat i Horcruxen han leder efter. Da Harry og Dumbledore vender tilbage til Hogwarts, har Draco Malfoy lukket en masse dødsgardister ind på slottet. Draco selv afvæbner Dumbledore men kan ikke få sig selv til at dræbe ham. Derfor tager Severus Snape over og slår Dumbledore ihjel ved hjælp af dræberbesværgelsen, Avada Kedavra.

## Citater
| Citat            | Det er ikke hvordan I ligner hinanden, det er hvordan I ikke gør | Citat |
| Albus Dumbledore |                                                                  |       |

| Citat            | Man kan ikke eksistere i en drøm, for så glemmer man helt at leve. | Citat |
| Albus Dumbledore |                                                                    |       |

| Citat            | Vi er alle sammen ens. Det er beslutningerne vi tager der gør os forskellige. | Citat |
| Albus Dumbledore |                                                                               |       |